# Grã-Canária
Gran Canária, Grã-Canária ou Grande Canária[carece de fontes?] é uma das principais ilhas do arquipélago das Canárias, com uma superfície de 1 560 km² e uma população de 802 247 habitantes (ISTAC, 2005). A ilha é de origem vulcânica, construída em torno de um estratovulcão complexo, atingindo a sua máxima altitude (1 956 m) no Pico de las Nieves. Gran Canaria é a terceira maior ilha do arquipélago em extensão e altitude. De forma quase circular, a ilha tem cerca de 500 km de costas. Aquando da conquista castelhana (1496), a ilha era habitada por um dos povos guanches, que a denominavam de Tamaran. A capital da ilha (sede do cabildo) é a cidade de Las Palmas de Gran Canaria (378 628 habitantes em 2005), que também é capital de província e co-capital das Canárias (em conjunto com Santa Cruz de Tenerife). É a segunda ilha mais povoada das Ilhas Canárias (após Tenerife) e a terceira maior do arquipélago (depois de Tenerife e Fuerteventura).
A ilha é servida pelo Aeroporto de Gran Canária.

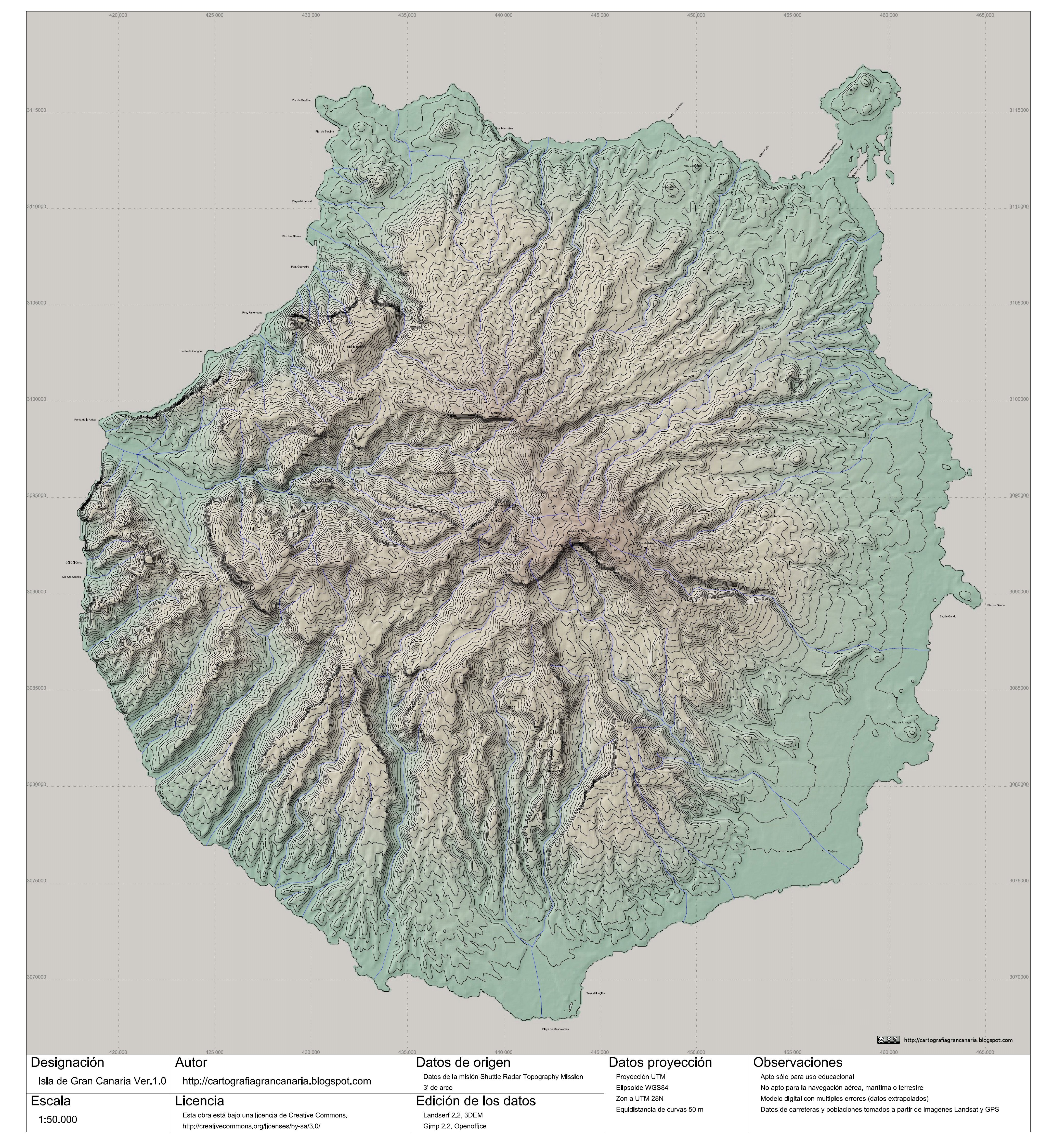
Grã-Canária

Grã-Canária 3D

## Natureza
Originalmente, Gran Canaria foi uma das Ilhas Canárias com massa florestal em geral. Mas após a conquista das Ilhas Canárias, a ilha sofreu um sério processo de desmatamento, como resultado de registro contínuo, loteamentos e outros usos intensivos. Isso fez com que a cobertura florestal foi reduzida para apenas 56 000 hectares, tornando a ilha no arquipélago desmatada pela ação humana. No entanto, no século XX cume reflorestamento século da ilha que começou a ser realizado, recuperando um pouco da massa florestal perdida. A maior parte da cúpula da ilha é coberta por florestas.

## Divisão Administrativa
A ilha de Grã-Canária está dividida em 21 municipalidades, tendo como centro administrativo principal a cidade de Las Palmas, que, para além de ser sede do cabildo da ilha (órgão de governo intermédio a nível de ilha), é, em conjunto com Santa Cruz de Tenerife, co-capital das Canárias, tendo aí sediados diversos departamentos governamentais. São as seguintes as municipalidades de Grã-Canária:
| - Agaete - Agüimes - Artenara - Arucas - Firgas - Gáldar - Ingenio | - Mogán - Moya - Las Palmas de Gran Canaria - San Bartolomé de Tirajana - San Nicolás de Tolentino - Sta. Brígida - Santa Lucía de Tirajana | - Santa María de Guía - Tejeda - Telde - Teror - Valleseco - Valsequillo de Gran Canaria - Vega de San Mateo |

## Celebrações
O Carnaval de Las Palmas de Gran Canaria é um dos mais importantes nas Ilhas Canárias. Outra festa importante é a festa da Virgen del Pino, padroeira de Grã-Canária, em 8 de setembro, em Teror. As romarias são realizadas em outras aldeias da ilha, como a romarias de Nossa Senhora das Neves (Agaete), Las Marías (Santa María de Guía de Gran Canaria) e Santo António de Pádua (Moya), etc.